# 키리사메 마리사
키리사메 마리사 (霧雨魔理沙 기리사메 마리사[*])는 상하이 앨리스 환악단에서 제작한 《동방 프로젝트》에 등장하는 가공의 인물로, 동방 프로젝트 정식 시리즈에서 주인공으로 등장한다. 다만, 원작자인 ZUN이 말한 바로는 이야기를 따라가기 위해서는 우리와 같은 수준의 인간이 필요하기 때문에 존재하는 〈조연〉이라고 한다.

## Windows판ㆍ상업작품

### 인물
마법 숲에 사는 마법사이며, 환상향에서 보통의 인간에 가장 가까운 존재. 마법사이기 때문에 마법을 쓰는 요괴와는 상성이 맞지만 그다지 호감을 사지는 못하는 편이다. 사실 민폐가 되는 행동을 많이 하는 편이어서 어디에 가서도 그다지 환영받지 못한다. 하지만, 근본적으로 정직하고, 끊임없이 노력하는 노력파(努力派)이자 유쾌한 낙천가(樂天家). 같은 시리즈의 주인공인 하쿠레이 레이무와는 친구이며, 각 작품의 끝맺음 에서는 하쿠레이 신사에 놀러 가는 장면이 자주 등장한다. 이외에도 홍마관, 향림당뿐만 아니라 영원정, 지하의 옛 도시에 놀러 가는 모습도 볼 수 있으며, 이변이 끝날 때마다 행동범위가 넓어지고 있다.
집안은 인간 마을에서 규모가 큰 가게인 〈키리사메야(霧雨店)〉를 운영하고 있으며, 마리사는 점주의 외동딸이다. 마법 도구를 일절 취급하지 않는 것에 의심을 품은 것으로 인해 집안으로부터 의절 당한 듯하며, 마리사 또한 집안과의 접촉을 피했기 때문에 현재는 완전히 인연을 끊은 상태이다. 모리치카 린노스케는 마리사가 태어날 때부터도 키리사메야에서 수행한 적이 있으며, 마리사가 철이 들 때에 이미 독립해서 향림당을 열었지만, 이전부터 몇 번이나 마리사의 집을 방문한 적이 있기 때문에 이 둘은 서로 아는 사이이다. 《향림당》제21화를 보면 적어도 9권째 책인 《환상향연기》가 발행되기 4~5년 전부터 이미 레이무와 친구가 된 듯하다. 또한, 이때 개최된 첫 번째 〈유성기원회(流星祈願会, 유성우를 관찰하는 모임)〉이후 별을 본뜬 마법을 쓸 수 있게 되었다. 린노스케의 말에 따르면, 마법 숲에서 나는 버섯에 대해서는 마리사만큼 박식한 인간은 없고, 빛과 열을 이용한 마법에 능하며, 인간 중에서 최고 수준의 위력을 가지고 있지만, 물건을 파괴하는 효과 이외에 다양한 마법은 쓸 수 없다고 한다. 아이템으로 어지럽혀진 집을 정리하는 마법을 연구하기 위해 집안의 아이템이나 책을 뒤져본 적도 있지만 별다른 성과는 없었다. 그러나 인간으로서 마리사 정도의 마법을 쓰는 것은 매우 희귀하며, 히에다노 아큐는 〈마법사〉라는 새로운 종족이 되지 않을까 하고 주목하고 있다. 또한 〈미치는 데에 익숙하다〉고 자평할 정도로 환각에 대해 내성이 있을 때도 있다. 평소에 식사를 일식으로 하기 때문에 이제까지 먹어온 빵의 개수가 13개에 불과하다고 《홍마향》에서 밝혔다. 폭탄(bomb)의 〈마스터 스파크〉는 게임 중 여러 가지 폭탄 중에서 최강의 위력을 가지고 있으며, 마리사의 명대사이기도 하다. 연부(恋符)〈마스터 스파크〉나 〈논디렉셔널 레이저〉, 《풍신록》의 마법사 장비 〈콜드 인페르노〉를 필두로 한 탄막 몇 가지, 스펠카드나 샷이 과거 작품에서 다른 캐릭터가 사용했던 것과 흡사하다. 파추리 널리지의 통상탄막과 비슷한 〈논디렉셔널 레이저〉는 《영야초》의 스펠카드 리스트에서 재활용한 것을 원작자 자신이 암시하고 있다.

### 말투
전반적으로는 상당히 남성적인 말투를 사용하나, 《홍마향》의 일부 장면에서는 여성적인 말투를 쓰는 부분이 있다. 일인칭은 〈나(私)〉. Windows 판이 나오면서 키타시라카와 치유리와 비슷한 말투로 바뀌었다는 지적이 있지만, Windows 판과 같은 남성적인 말투는 《환상향》의 레이무 시나리오의 마무리에서도 볼 수 있기 때문에 이러한 지적은 부적당하다. 더욱이 이러한 말투는 《애플 파라다이스》(다케모토 이즈미 作)에 등장하는 아사가오카 에리코의 말투가 원형이다. 동방 프로젝트에서 아사가오카 에리코 특유가 최초로 나오는 부분은 《봉마록》의 레이무이다.

### 외모
외관
10대 중반 정도의 소녀로, 금발의 긴 머리카락이 특징이다. 실제 나이는 불명이지만 겉보기와 거의 비슷한 나이대로 추정된다. 키는 작은 편이며, 콘파쿠 요무나 파추리 널리지와는 거의 비슷하나 하쿠레이 레이무, 앨리스 마가트로이드보다는 작다.
복장
끝 부분이 뾰족한 마법사 특유의 검은색 모자를 쓰고 있다. 흑색 복장에 흰색 앞치마는 공통적인 특성이지만 디자인이 작품마다 바뀐다. 《홍마향》에서는 검은 드레스와 비슷한 옷에 흰색 앞치마를 착용한 것이 전부이지만, 《요요몽》이후에는 흰색 블라우스에 검은 살로페트 치마를 착용하였으며, 치마 부분에 흰색 앞치마가 부착되어 있다. 주머니 대신 모자나 치마에는 여러 가지 소도구를 집어넣고 다닌다. 전체적인 멋울림은 흑백으로 구성된 단색조지만 〈환상향연기〉에서도 비슷한 복장으로 작중에서는 흑색을 강조하고 있으며, 《홍마향》에서는 파추리 널리지, 《요요몽》에서는 사이교지 유유코, 《췌몽상》에서는 콘파쿠 요무와 이부키 스이카, 《영야초》에서는 요무에게 이래저래 〈검은 것(黒いの)〉으로 불리고 있다. 유유코에게는 〈검은 마녀(黒い魔)〉라고도 불린다. 《지령전》에서는 복장이 푸른 색이 되는데, 이 복장은 이후 《심기루》,《심비록》,《감주전》에서 사용된다.

### 도구
마법의 빗자루(魔法の箒)
마법사에게는 빗자루가 필수품으로 여겨지기 때문에 항상 빗자루를 타는 모습으로 나타난다. 빗자루 없이 하늘을 날 수 있는지는 알려진 바가 없지만, 《추상옥》EX에서는 빗자루 없이도 새의 날개와 비슷한 물건을 등 뒤에 붙여서 날고 있다. 또한 《췌몽상》,《비상천》에서 빗자루를 타고 날아다니는 장면은 등장할 때와 일부 스펠카드를 사용할 때만 볼 수 있으며, 통상적으로는 다른 캐릭터와 마찬가지로 그냥 날아다닌다. 더욱이 이 빗자루는 원래 일반적인 빗자루였지만 마법 영향을 받아 성장했고 잎까지 돋았다. 그 외에는 그냥 빗자루일 뿐이다. 2차 창작에서는 나무로 만든 빗자루를 쓰는 때가 잦지만 《구문사기》에 따르면 실제로는 대나무로 만든 빗자루를 쓰고 있다.
미니 팔괘로(ミニ八卦炉)
마리사가 집안을 나갈 때 모리치카 린노스케가 마리사를 위해 만들어 준 매직 아이템이다. 마리사의 보물이기도 하다. 마력을 연료로 하는 작은 화로로, 린노스케가 말하기를, 가스버너 수준의 화력에서 산 하나는 모조리 태울 수 있을 정도의 가공할 화력까지 조절할 수 있다고 한다. 마스터 스파크도 미니 팔괘로에 주문을 걸어서 사용한다. 린노스케가 취미로 바깥 세계의 도구를 녹여서 재조합하는 공정으로 개량하여, 바람을 일으켜 열을 식히는 기능이 추가되었다. 이외에도 마귀 퇴치나 재수를 좋게 하는 기능도 들어 있기는 하지만 린노스케 자신도 효과에 대해서는 확신을 하지 못하고 있다. 장마 때문에 녹이 슬었을 때 수리를 의뢰한 마리사의 요청에 의해 히히이로가네(緋々色金)라는 금속으로 다시 제조되었으며, 마이너스 이온으로 공기를 정화하는 기능이 추가되었다. 원래는 린노스케가 예전에 사용하였던, 마법으로 난방하는 화로였다.
수제 마도서(お手製魔導書)
실제로는 마법실험의 결과를 기록한 메모장으로, 그 자체가 마력을 지닌 그리무아르(마도서)는 아니다.
마법의 연료(魔法の燃料)
마법 숲에서 자라는 요괴 버섯을 채집해서 독자적인 조리법으로 며칠간 졸인 수프 형태로 만든다. 그리고 수프를 여러 종류로 섞어 며칠간 건조해 고체 형태로 만든다. 그것을 가열ㆍ투척ㆍ요괴의 산에 되돌려놓는 등의 여러 가지 마법실험을 거친 것으로, 드물게 마법다운 마법을 발동하는 조합이나 조건을 발견하는 것이다. 이들 실험결과는 성공도 실패도 모두 수제 마도서에 기록해 놓는다. 이러한 마법의 연료는 던지면 폭발하지만, 마리사는 모자나 치마에 그것을 집어넣고 다니기 때문에 다소 위험하다.

### 하는 일
마법실험이나 그것을 위한 작업을 착실하게 하고 있다. 또한, 수집가이기도 해서 여러 가지 물건을 주워 모아 자기 집이나 그 주변에 내버려둔다. 또한, 도둑질도 자주 하기 때문에 홍마관에 잠입하여 눈에 띄는 자료 등을 허가없이 가지고 가기도 한다. 지령전 내부에서도 아이템을 물색하려고 하다 코메이지 사토리에게 저지당하거나, 모리야 신사에 잠입하려다 야사카 카나코에 의해 발각되어 혼쭐이 나기도 한다. 《문화첩(서적)》에서는 훔치는 것이 아니라 죽을 때까지 빌리는 것이라는 핑계를 대고 있지만, 샤메이마루 아야에게 인간답게 치졸한 발언이라는 혹평을 듣고 있다. 같은 숲에 사는 수집가이기도 한 앨리스 마가트로이드가 마리사에 의해 도난 피해를 보는 설정이나 묘사는 현재까지 존재하지 않는다. 그리모어(마도서) 등의 매직 아이템을 다수 소지하고 있지만, 단지 모으는 데 의의를 둘 뿐 실제 사용에는 별 관심이 없으며, 또한 정리정돈을 잘 하지 않는 성격 특성상 집안에 아이템을 아무렇게나 흩어놓거나 마법 숲을 어지러놓는다. 자택 주위에도 아이템인지 쓰레기인지 분간이 가지 않는 것들로 둘러싸여 있으며, 《삼월정》에서는 휘어진 도로 표지판 모양의 물건을 주워오기도 했다. 자택인 키리사메테이(霧雨邸)에 잡화점인 〈키리사메 마법점(霧雨魔法店)〉을 운영하고 있으며, 그것이 본업인 듯하다. 그러나 개점휴업 상태인 경우가 많고 마법 숲에 있는 일도 있어서 의뢰는 좀처럼 들어오지 않는다. 하쿠레이 신사에 자주 놀러 가서 레이무의 요괴퇴치 의뢰를 가로채는 일도 있다. 본인 말에 따르면 가게에 의뢰인이 찾아온 것은 《삼월정》에서 빛의 세 요정이 요괴의 이변을 의뢰한 것이 처음이었다고 한다. 큰 나무에 들러붙은 덩굴을 제거하는 일이었지만 생각대로 잘 안 되자 힘으로 밀어붙이려고 하는 것을 요정들이 뜯어말렸다. 이전에 《영야초》에서는 앨리스 마가트로이드가 인간은 좀처럼 입수한 일이 없는 마도서를 가지고 이변해결의 이야기를 걸어온 적도 있다. 이변에 관련된 일에 상당한 관심이 있어서 레이무가 할 일을 선수치려고 하고 있다.

### 게임에서의 성능
마리사는 《문화첩》을 제외한 작품군에 걸쳐서 주인공으로 등장한다. 또 다른 주인공인 레이무와 비교해서 이동속도가 빠른 편이며, 정밀함을 요구하는 장면에서는 다소 고전한다. 샷의 공격력은 높지만, 공격범위가 좁아서 플레이어에게 중급자 이상의 실력을 요구한다. 한편, 폭탄(bomb)은 상당히 강력한 물건이 많다. 특히 《영야초》에서의 연부(恋符)〈마스터 스파크〉는 화려한 효과와 더불어 상대방이 맞으면 체력의 절반가량을 상실한다.

## PC-98판ㆍ《추상옥》
동방 프로젝트 《봉마록》~《괴기담》, 《추상옥》에 출연하였다. 이들 작품에 등장하는 마리사는 Windows판의 키리사메 마리사와 모습이나 말투에서 차이가 있지만, 기본적으로 동일인물이다. 그러나 원작자의 말에 따르면 《홍마향》에서 과거의 설정을 갈아엎고 전체적으로 대폭 수정했다고 하지만 이에 관련된 사항은 상당히 모호하다. 《홍마향》이전의 작품에서는 세계관은 같아도 설정이 없는 것으로 본 사람이 이후의 작품을 즐길 수 있다는 발언도 한 적이 있다.
PC-98판
인간이며 마법사이다. 《봉마록》의 대화 장면에서는 〈마리사(魔梨沙)〉라고 표기되어 있다. 다만 《봉마록》의 부속 텍스트에는 〈마리사(魔理沙)의 동방봉마록 공략법〉이라는 코너가 있으며, 거기서도 〈마리사(魔理沙)〉라고 표기되어 있기 때문에 〈마리사(魔梨沙)〉의 표기는 단순한 오기일 가능성이 있다(梨와 理의 코드는 인접해 있다). 《봉마록》에서는 머리카락이 붉은색인 것 등 현재와는 디자인이 상당히 다르지만, 《몽시공》부터는 현재와 같은 금발로 바뀌었으며, 플레이어 캐릭터가 되어 주인공의 위치에 자리 잡기 시작했다. 일인칭이 〈나(あたい)〉(《봉마록》）이고 여성적인 말투를 쓰며, 〈우후우후(うふうふ)〉,〈꺄하하(きゃはは)〉라고 웃는 등 Windows판과는 성격이 다르다. 그러나 《환상향》에서 레이무의 굿 엔딩에서 보듯이, 또한 《홍마향》에서는 여성적인 말투를 쓰기도 하기 때문에 점차 남성적인 말투로 변화해 온 것으로 생각한다. 《봉마록》의 배드 엔딩에서는 다소 지나친 수단으로 레이무를 단련시키기 위해 신사에 나타나며, 이후의 작품의 엔딩에서도 마리사가 하쿠레이 신사에 놀러 오는 경우가 많아서 그때부터 두 사람의 사이가 좋은 것으로 생각한다. 미마를 〈미마님(魅魔様)〉으로 부르며 흠모하고 있다. 미마에 대한 태도에 관한 질문에 ZUN은 예전 일은 신경 쓰지 않는다고 답변한 바 있다.
《추상옥》
STG팀(현 《瞬殺サレ道?》)이 제작한 동인 슈팅 게임ㆍ〈서방 프로젝트〉제1작 《추상옥》에, 후반에는 환상향이 무대로 나오는 엑스트라 스테이지의 보스로 레이무와 같이 특별출연자로 나왔다. 이것은 ZUN이 《추상옥》의 개발에 관여하였기 때문이다. 다른 작품에 등장한 것과는 다르게 빗자루가 아닌 날개를 이용해 비행하고 있다.

## 주제곡
사랑색(恋色) 매직
《봉마록》4면 보스 주제곡. 《췌몽상》《비상천칙》에서는 편곡된 곡을 쓰지만 ZUN에 의해 만들어진 것이 아니다.
Dim. Dream
《몽시공》에서 사용된 주제곡. 《몽시공》의 정식 타이틀은 《동방몽시공 ~ Phantasmagoria of Dim.Dream.》이다.
별의 그릇(星の器) 〜 Casket of Star
《환상향幻想郷》의 4면 보스 주제곡. 《비상천》에서는 편곡된 곡을 쓰지만 ZUN에 의해 만들어진 것이 아니다.
마녀들의 무도회(魔女達の舞踏会) 〜 Magus
이 곡은 서방 프로젝트에 사용된 것이다. 〈연색 매직〉과 같으며, 《췌몽상》에서는 편곡된 곡을 쓰지만 ZUN에 의해 만들어진 것이 아니다. 또한, 원곡과는 분위기가 상당히 다르다.
사랑색 마스터 스파크(恋色マスタースパーク)
《영야초》에서 〈Stage4 powerful〉의 보스 주제곡. 〈연색 매직〉의 편곡 버전이며, ZUN에 의해 작곡되었다.
오리엔탈 다크 플라이트(オリエンタルダークフライト)
《화영총》에서 사용된 주제곡.
마법사의 우울(魔法使いの憂鬱)
《The Grimoire of Marisa》의 부록 CD에 수록된 곡. ZUN에 의해 작곡되었다.
메이거스 나이트(メイガスナイト)
《요정대전쟁》의 엑스트라 보스 주제곡 〈마녀들의 무도회 ~ Magus〉의 편곡 버전이며, ZUN에 의해 작곡되었다

## 마리사의 능력

### 스펠카드

#### 마스터 스파크
마리사의 대명사라고 할 수 있는 스펠카드. 《영야초》 등에서는 화면을 가득 메울 정도의 거대한 레이저로 굴지의 위력과 효과를 보이며, 〈탄막은 화력〉이라는 본인의 주의를 직접적으로 표현하고 있다. 발사할 때에는 〈미니 팔괘로〉라는 도구를 사용한다. 모티브는 게임 〈식신의 성〉에 등장하는 캐릭터 〈S.Tagami〉가 사용하는 폭탄(bomb) 《N.E.P.》이다.
연부(恋符)〈마스터 스파크(マスタースパーク)〉
마리사의 대명사. 거대한 레이저를 발사해서 적을 섬멸한다.
연심(恋心)〈더블 스파크(ダブルスパーク)〉
《영야초》에서 보스로 등장한 때에 사용. 2발의 마스터 스파크를 발사한다.
마포(魔砲)〈파이널 스파크(ファイナルスパーク)〉
《영야초》의 라스트 스펠. 위력이 강한 마스터 스파크를 회전시켜서 광범위한 공간을 휩쓴다.
마포〈파이널 마스터 스파크(ファイナルマスタースパーク)〉
《영야초》의 라스트 스펠. 루나틱 스테이지에서만 사용되며, 보스로서 등장할 때에 조건을 충족하면 사용될 수 있다.
제3부적(符の参)〈마스터 스파크〉
《췌몽상》의 스토리 모드에서 적으로 등장한 때에 사용.
사연(師椽)〈효과 보기 쉬운 마스터 스파크(実りやすいマスタースパーク)〉
《비상천》에서 사용. 가는 레이저를 도화선으로 해서 발사하는 것으로 마스터 스파크를 증폭ㆍ강화한다.
성부(星符)〈드래곤 메테오(ドラゴンメテオ)〉
《췌몽상》및 《비상천》, 《비상천칙》에서 사용. 하늘에서 밑을 향해 마스터 스파크를 발사한다.

#### 성단 계열
마부(魔符)〈스타 더스트 레바리에(スターダストレヴァリエ)〉
주위에 별들을 살포하는 공격이지만, 《췌몽상》및 《비상천》에서는 빗자루를 타고 돌진하는 형태이다. 별들은 궤적을 그리며 살포될 뿐이며, 작품에 따라 성능이 크게 변하는 스펠카드이다. 《맹월초》에서는 와타쓰키노 요리히메에게 이러한 공격을 가했지만 전부 회피했다. 빛이나 열의 덩어리는 아닌 듯하며, 요리히메의 부하인 레이센은 유탄을 스칠 때 질량을 느끼고 있었다. 더욱이 요리히메는 이 별들을 입에 넣어 먹어보고는 달다는 감상을 마음속으로 중얼거렸다.
흑마(黒魔)〈이벤트 호라이즌(イベントホライズン)〉
《영야초》하드 이상의 고난도 모드에서 보스로 등장한 때에 사용.
마부(魔符)〈밀키 웨이(ミルキーウェイ)〉
《요요몽》,《영야초》에서 등장.
마공(魔空)〈아스테로이드 벨트(アステロイドベルト)〉
《영야초》하드 이상의 고난이도 모드에서 보스로 등장한 때에 사용.
제2부적(符の弐)〈아스테로이드 벨트(アステロイドベルト)〉
《췌몽상》의 스토리 모드에서 적으로 등장한 때에 사용.
마부(魔符)〈스타 더스트(スターダスト)〉
《화영총》에서 사용하는 스펠카드 어택. 〈스타 더스트 레바리에〉의 하위 호환 버전.
성부(星符)〈메테오닉 샤워(メテオニックシャワー)〉
《비상천》에서 사용. 별을 전방으로 발사한다.

#### 레이저 계열
연부(恋符)〈논디렉셔널 레이저(ノンディレクショナルレーザー)〉
3발의 레이저를 회전하면서 공격한다. 《홍마향》에 등장한 패출리 널리지의 통상공격과 닮아있다.
연풍(恋風)〈스타 라이트 타이푼(スターライトタイフーン)〉
《영야초》하드 이상의 고난이도 모드에서 보스로 등장한 때에 사용.
광부(光符)〈어스 라이트 레이(アースライトレイ)〉
《영야초》에서 보스로써 등장한 때에 사용. 화면 밑에서 레이저를 발사한다.
광격(光撃)〈슛 더 문(シュート・ザ・ムーン)〉
《영야초》하드 이상의 고난도 모드에서 보스로 등장한 때에 사용.

#### 비트 계열
의부(儀符)〈오레리즈 선(オーレリーズサン)〉
《췌몽상》및 《비상천》에서 사용. 회전하는 구슬을 몇 개 발사한다. PC-98이나 《추상옥》에서도 비슷한 공격을 사용했다. 또한 PC-98에서는 마리사를 부하로 두었던 미마도 같은 모양의 비트에 의한 공격을 사용한다.
천의(天儀)〈오레리즈 솔라 시스템(オーレリーズソーラーシステム)〉
《췌몽상》에서 사용. 〈올레리즈 선〉의 상위 버전.
천의(天儀)〈오레리즈 유니버스(オーレリーズユニバース)〉
《비상천》의 스토리모드에서 적으로써 등장한 때에 사용.

#### 기타
마부(魔符)〈일루전 스타(イリュージョンスター)〉
《화영총》에서 사용하는 보스 어택. 적 필드에 마리사의 환영을 만들어 보낸다.
제1부적(符の壱)〈스타 더스트 레바리에〉
《췌몽상》의 스토리모드에서 적으로 등장한 때에 사용. 빗자루를 타고 돌진한다.
혜성(彗星)〈블레이징 스타(ブレイジングスター)〉
《췌몽상》및《비상천》에서 사용. 제2부적.〈스타 더스트 레바리에〉의 상위 버전.
〈블레이징 스타〉
《영야초》의 라스트 워드. 회피할 때 쓴다.
성부〈이스케이프 벨로시티(エスケープベロシティ)〉
《비상천》에서 사용. 빗자루를 손에 들고 위로 돌진하듯이 상승한다.
광부(光符)〈루미네스 스트라이크(ルミネスストライク)〉
《비상천》에서 사용. 빗자루에 타고 있지만 돌진하는 것이 아니라, 빗자루를 포신으로 써서 전방에 빛덩어리를 발사한다.
성부(星符)〈폴라리스 유니크(ポラリスユニーク)〉
《비상천》의 스토리모드에서 적으로 등장한 때에 사용. 착탄할 때 파열되어 여러 개의 성탄(星着彈弾)을 발산한다.

### 스펠카드 이외
일루전 레이저(イリュージョンレーザー)
《몽시공》,《환상향》,《홍마향》,《요요몽》,《화영총》,《풍신록》,《성련선》에서 사용. 관통하는 레이저를 발사한다.
스트림 레이저(ストリームレーザー)
《요요몽》에서 사용.
라이즈 레이저(ライズレーザー)
《몽시공》에서 사용하는 엑스트라 어택. 화면의 밑에서 레이저를 발사한다.
어스 라이트 레이(アースライトレイ)
《화영총》에서 사용하는 엑스트라 어택. 화면의 밑에서 레이저를 발사한다.
라피드 샷(ラピッドショット)
《환상향》에서 사용.
매직 미사일(マジックミサイル)
《괴기담》,《홍마향》,《요요몽》에서 사용.
스타 더스트 미사일(スターダストミサイル)
《영야초》에서 사용.
매직 네이팜(マジックナパーム)
《요요몽》에서 사용.
스프레드 스타(スプレッドスター)
《풍신록》에서 사용.
골드 인페르노(コールドインフェルノ)
《풍신록》의 마법사 장비로 사용.
리틀 데블(リトルデビル)
《몽시공》에서 사용하는 보스 어택. 적 필드로 악마를 보낸다.
갤럭시(ギャラクシー)
《몽시공》에서 사용하는 폭탄(bomb).
영격(霊撃)
《췌몽상》,《풍신록》에서 사용가능한 능력.《풍신록》에서는 옵션을 소비하는 대신 폭탄(bomb)으로 발동한다. 더욱이 PC-98에서 사용하는 레이무의 폭탄(bomb)도 영격이라는 이름으로 불린다.

## 같이 보기
- 하쿠레이 레이무
- 동방 프로젝트
- 동방 프로젝트의 등장인물 목록